# Liste der Monuments historiques in Boursault
Die Liste der Monuments historiques in Boursault führt die Monuments historiques in der französischen Gemeinde Boursault auf.

## Liste der Objekte
| Bezeichnung                      | Beschreibung          | Standort                                  | Kennzeichnung | Schutzstatus | Datum | Bild |
| -------------------------------- | --------------------- | ----------------------------------------- | ------------- | ------------ | ----- | ---- |
| Prozessionsstab Heiliger Vinzenz | Holz, 19. Jahrhundert | in der Kirche St-Pierre-et-St-Paul (Lage) | PM51003326    | Inscrit      | 1993  |      |